# Кошечко, Вячеслав Григорьевич
Кошечко Вячеслав Григорьевич (род. 22 июня 1946, Житомир) — советский и украинский физик и химик, академик НАН Украины.

## Биография
Вячеслав Кошечко родился 22 июня 1946 года в городе Житомир.
Окончил Ужгородский университет в 1969 году.
С 1971 работает в Институте физической химии НАНУ в Киеве, 1986 — заведующий лабораторией электроорганических реакций, в течение 1998—2008 — заместитель директора по научной работе, с 2008 — директор и одновременно заведующий отделом свободных радикалов.
Получил степень доктора химических наук в 1987 году.
С 1996 года профессор.
Вице-президент Национальной академии наук Украины, председатель Секции химических и биологических наук. Член Президиума НАН Украины.

## Научная деятельность
Внес значительный вклад в развитие ряда проблем современной физической химии: теории химического строения, кинетики и реакций способности; элементарных актов и механизмов химической реакций; физико-химических принципов управления химическими процессами и различных методов их активации; термодинамики, сольватохромии, ассоциативно-диссоциативного равновесия с участием ион-радикалов; кинетики и механизмов электрокаталитическая реакций; гомогенного катализа; электроорганической химии; разработка современных подходов к созданию химических источников тока.
Обосновал положение о ключевую роль катион-радикалов в течения ряда процессов электрофильного замещения; выявил и сформулировал основные факторы, определяющие реакцию способности катион-радикалов различных классов в окислительно-восстановительных реакциях со свободными радикалами, органическими и неорганическими молекулами; разработал новые эффективные химические и электрохимические способы получения важных органических соединений; создал и внедрил в серийное производство на Украине и в России новые литиевые источники тока.

## Звания и награды
- Заслуженный деятель науки и техники Украины (1997).
- Государственная премия Украины в области науки и техники (1993).
- Премия НАН Украины имени А. И. Бродского (недоступная ссылка) (1998).
- Орден князя Ярослава Мудрого 5-й степени (2008).
- Орден князя Ярослава Мудрого 4-й степени (2016).
- Орден князя Ярослава Мудрого 3-й степени (2021).